# Shōkaku
Shōkaku (翔鶴 grulla voladora?) fue un portaaviones de la Armada Imperial Japonesa, el primer buque de la Clase Shōkaku. Junto a su buque gemelo Zuikaku, fue famoso por tomar parte en muchos encuentros de la campaña del Pacífico de la Segunda Guerra Mundial, incluyendo la batalla del Mar del Coral y el ataque a Pearl Harbor.

## Diseño y construcción

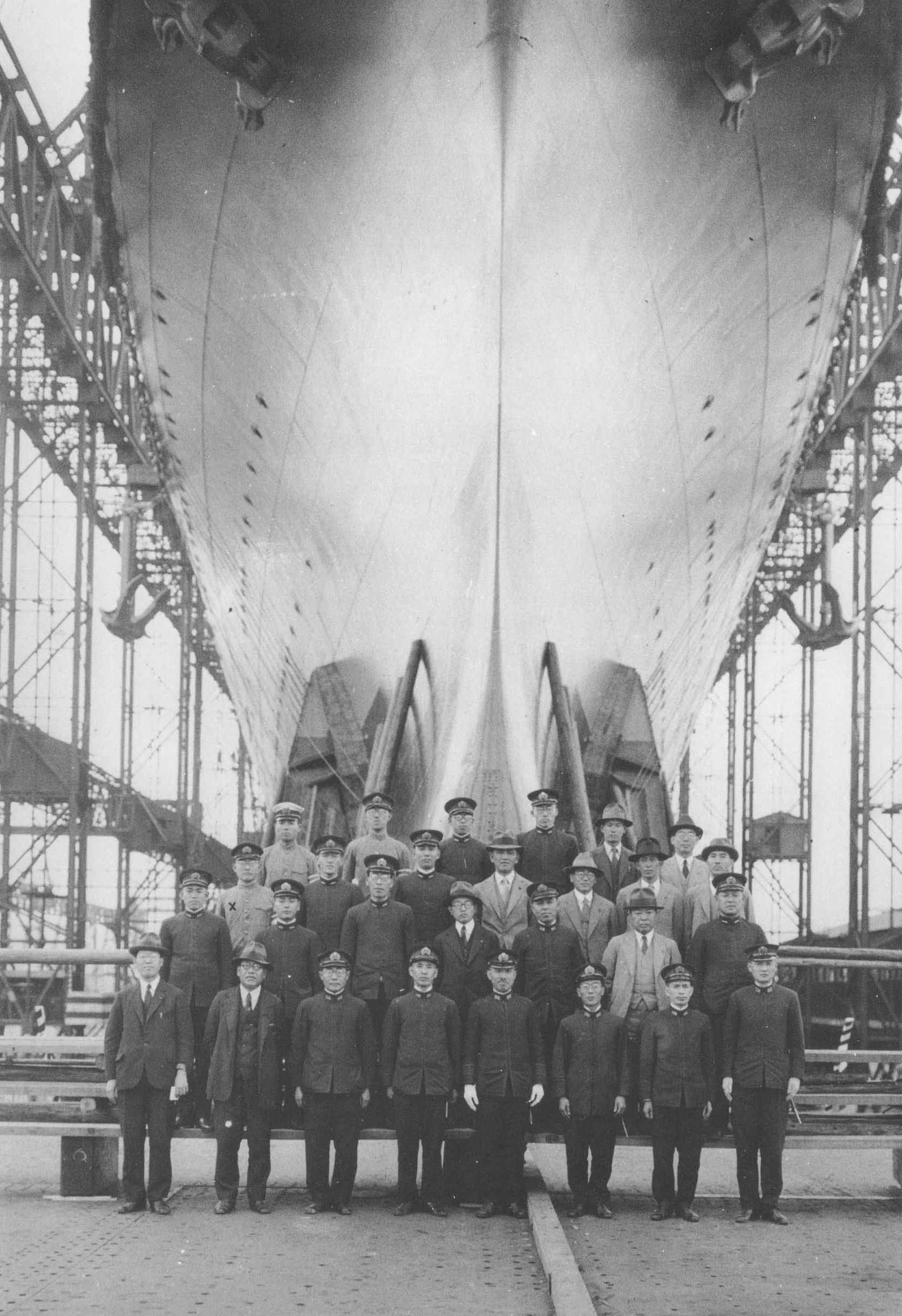
Ingenieros y militares posan frente al casco del Shokaku antes de su botadura

El Shōkaku fue puesto en grada en los astilleros de Yokosuka el 12 de diciembre de 1937, botado el 1 de junio de 1939 y asignado el 8 de agosto de 1941. La Clase Shōkaku era parte del mismo programa que también incluía a la Clase Yamato de acorazados. Con un diseño moderno y eficiente, un desplazamiento de cerca de 30 000 toneladas y una velocidad máxima de 34 nudos (63 km/h), el Shōkaku podía dotarse de 72 aviones, con otros 12 de repuesto no totalmente desmontados, y capaces de ser preparados rápidamente para el vuelo. Su protección antibombas mejorada respecto a portaaviones contemporáneos de los Aliados, pero sobre todo estadounidenses, permitió al Shōkaku sobrevivir a graves daños en combate en dos batallas, pese a que encontró su fin en los torpedos lanzados por un submarino.

## Historial de servicio

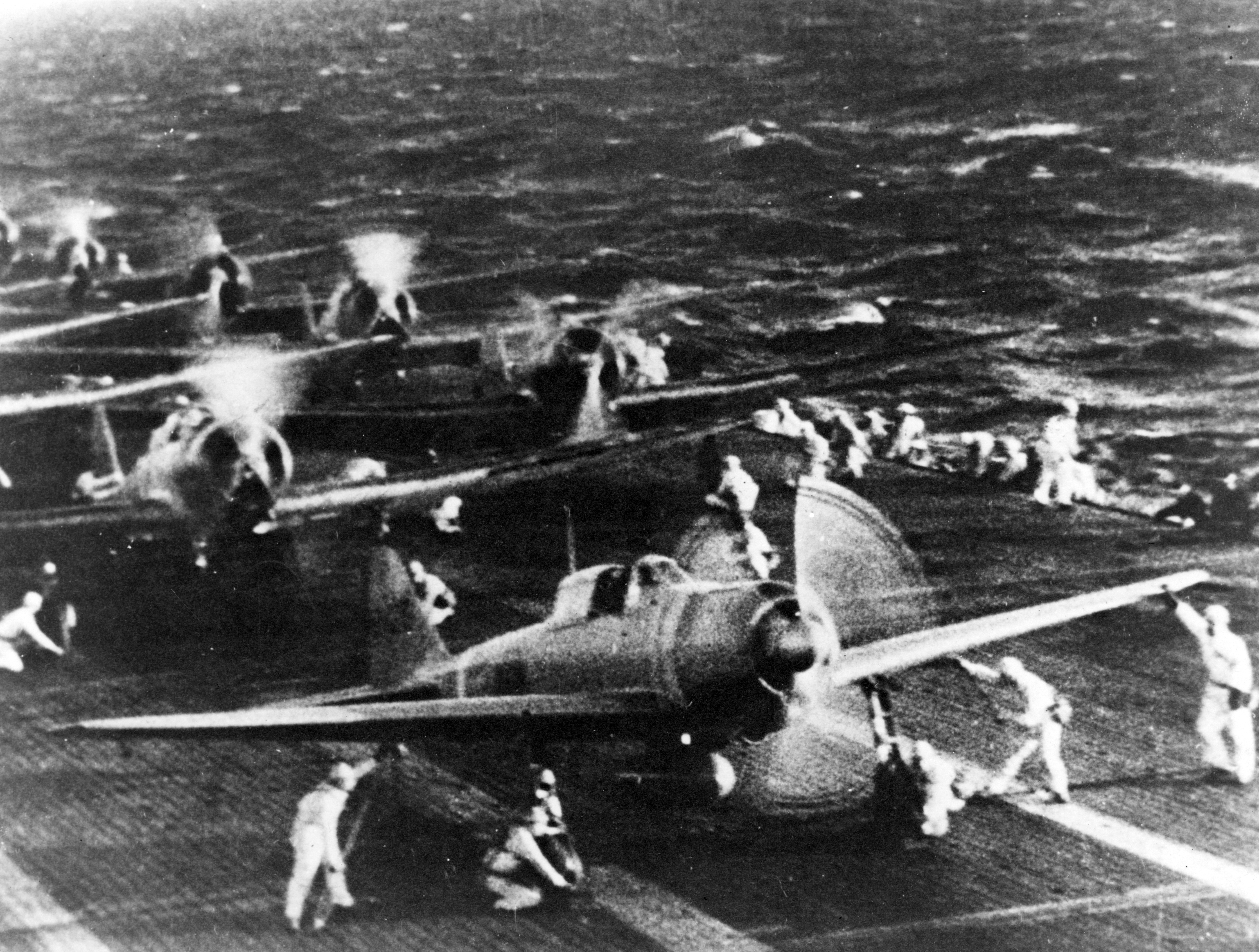
Aparatos del Shōkaku preparándose para atacar Pearl Harbor.

El Shōkaku y su buque gemelo Zuikaku formaron la 5.ª División de Portaaviones, recibiendo sus aviones poco antes del ataque a Pearl Harbor, estando listos para el combate sin mucha antelación al mismo. Tras unirse a la Kidō Butai participó en una serie de las primeras ofensivas navales japonesas, incluyendo el ataque a Rabaul en enero de 1942 y la Batalla del Mar del Coral en mayo de ese mismo año.
En marzo de 1942, y junto a los portaaviones Akagi, Zuikaku, Sōryū, y Hiryū se llevó a cabo el raid del Océano Índico, donde el almirante Chuichi Nagumo tuvo éxito en infligir daño a la Marina británica, en primera instancia atacando sus bases, cargueros y suministros, y posteriormente hundiendo varios buques de combate, como el portaaviones HMS Hermes y los cruceros HMS Cornwall y HMS Dorsetshire.
Tras este éxito, el Shōkaku se dirigió a la batalla del Mar del Coral, donde contribuyó al hundimiento del portaaviones estadounidense USS Lexington, pero resultando gravemente dañado por los aparatos del USS Yorktown. Tras ser reparado, fue el primer portaaviones japonés en equipar radar, un modelo Tipo 21.
Tomó parte en otras dos batallas a lo largo de 1942, ambas en compañía del Zuikaku, la batalla de las Salomón Orientales, donde dañaron al portaaviones USS Enterprise, y la batalla de las islas de Santa Cruz, donde hundieron al USS Hornet, pero resultando nuevamente dañado el Shōkaku por bombarderos en picado. En 1943 y bajo el mando del Capitán Matsubara Hiroshi, continuó su labor como uno de los más importantes portaaviones japoneses, pero permaneció todo el año en su base del atolón de Truk.

### Hundimiento

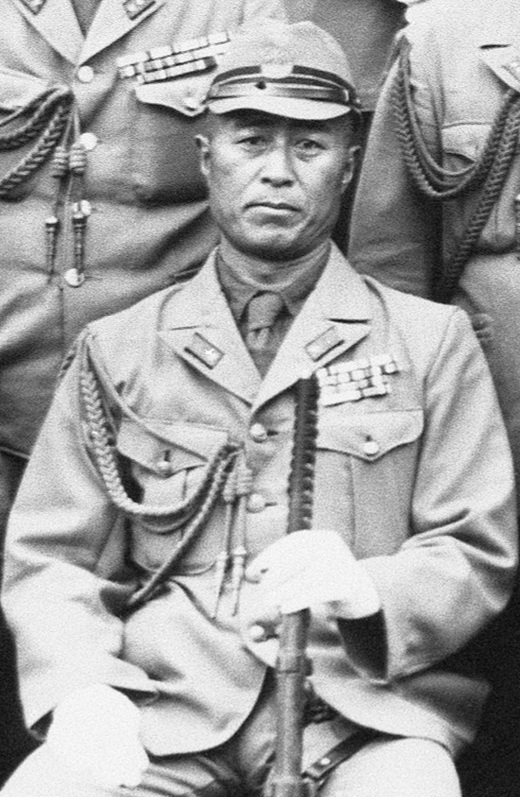
Último capitán del Shokaku: Hiroshi Matsubara

En 1944 fue destacado a Lingga, cerca de Singapur. El 15 de junio de 1944 partió para participar en la Operación A-Go, un contraataque a las fuerzas aliadas en las islas Marianas. La formación estaba compuesta por el Hiyō, Zuikaku, Shokaku y Taihō.
Durante la batalla del Mar de Filipinas, el 19 de junio de 1944, el Shokaku realizaba una maniobra de alejamiento y recuperación de aviones del incendiado portaviones Taihō el cual había sido torpedeado a las 8:10 h por el  submarino USS Albacora. sin embargo, fue alcanzado a las 11:23 por tres (posiblemente cuatro) torpedos lanzados por el submarino USS Cavalla, los torpedos dieron a centro estribor y a proa.
Dado que el Shōkaku se encontraba en pleno proceso de repostaje de los aviones y por tanto en una posición muy vulnerable, los torpedos iniciaron incendios en el elevador de proa que resultaron imposibles de controlar. A las 14:08 una bomba propia explotó en su interior, haciendo detonar los gases del combustible de aviación y desgarrando su proa. El capitán Matsubara dio orden de abandono del buque haciendo que todos los sobrevivientes se concentraran formados para lista en la cubierta de vuelo a popa. No obstante, el Shōkaku que venía hundiéndose paulatinamente de proa, repentinamente cobró velocidad al inundarse el pozo del elevador de proa acelerando el hundimiento y haciendo voltear a babor el buque cuando la mayoría estaban ya formados en cubierta, preparándose para la evacuación, el brusco cambio provocó que cayeran varios marinos al interior del pozo del elevador de popa y otros centenares fueron arrojados de gran altura al agua, el Shōkaku se hundió en muy pocos minutos llevándose a muchos por succión con él y cerrando al momento de desaparecer con unos 1.272 hombres.  
El crucero Yahagi, y los destructores Urakaze y Wakatsuki rescataron al capitán Matsubara y a otros 570 hombres los cuales fueron transferidos al crucero  Maya y llevados a Harashima.
El hundimiento del Shokaku resultó ser el de mayor número de pérdidas de marinos embarcados en un portaviones en el Frente del Pacífico. 